# (6833) 1993 FC1
A (6833) 1993 FC1 a Naprendszer kisbolygóövében található aszteroida. S. Shirai és Shuji Hayakawa fedezte fel 1993. március 19-én.